# Liste von Landformen
Eine strukturierte Liste von allgemein gebräuchlichen Landformen, als umfangreiche Beispielsammlung zum Artikel.

## Landform nach Geometrie: Geländeform

### Ebenen

Ebene

- Ebene, Flachland, Tiefebene, Terrasse (Geologie), Niederung, Absatz
- Böschung, Hang, Steilhang, Flanke, Felswand, Felsband, Platte, Dach

### Massenerhebungen

Sattel

Rücken

Kuppe

- Hochland (mit Hängen), Rumpffläche, Hochebene (Plateau), Gebirge
- Gebirgszug, Höhenzug, Landrücken, Bergrücken, Gebirgskamm, Gebirgsgrat, Schwelle (Geomorphologie), Bodenwelle, Rippel
- Geländestufe, Wandabbruch, Steilstufe, Geländekante, Kliff (Geomorphologie), Bergschulter, Nase, Rippe
- Bergsattel, Gebirgspass, Scharte (Geographie), Grateinschartung, Einkerbung, Joch, Engstelle
- (Erd-) Wall, (Schutt-) Kegel, (Schutt-) Halde
- Berg, Hügel, Tafelberg, Inselberg, Kegelberg
- Spitze, Berggipfel, Felssporn, Felsturm, Felssäule, Kuppe
- Geländevorsprung, Haufen, Felskopf, Schrofen

### Vertiefungen

Kessel

Rinne

- Becken (Geomorphologie), Talkessel, Kar (Talform), Senke (Geomorphologie) Senke (Geowissenschaften) (Mulde, nicht geologisch gemeint also nicht gestreckt), Nische, Grube, Vertiefung, Loch, Höhle
- Tal, Talung, Seitental, Kerbtal (V-Tal), Trogtal (U-Tal), Längstal, Quertal, Talschluss
- Rinne, Talfurche, (Fels-) Spalte (Geologie), Kluft (Geologie), Graben, Einschnitt, Schneise

### Andere geometrische Formen
- Bergfuß, Sockel, Block

## Landform nach Entstehung und Lage

### Vulkanogene Formen
- Vulkan, Vulkankegel, Caldera (Einsturzkrater)
- Geysir, Kratersee, Lavasäulen, Quellkuppe, Vulkanschlot, Schlammtopf, Fumarole

### Tektonische Formen
- Grabenbruch, Schichtstufenlandschaft, Verwerfung, Schlammvulkan

### Gravitativ entstandene Formen
- Talus (Schutthalde), Abrissnische einer Rutschung, Rutschhang, Plaike

### Periglaziale Formen
- Frostmusterboden

### Glaziale Formen

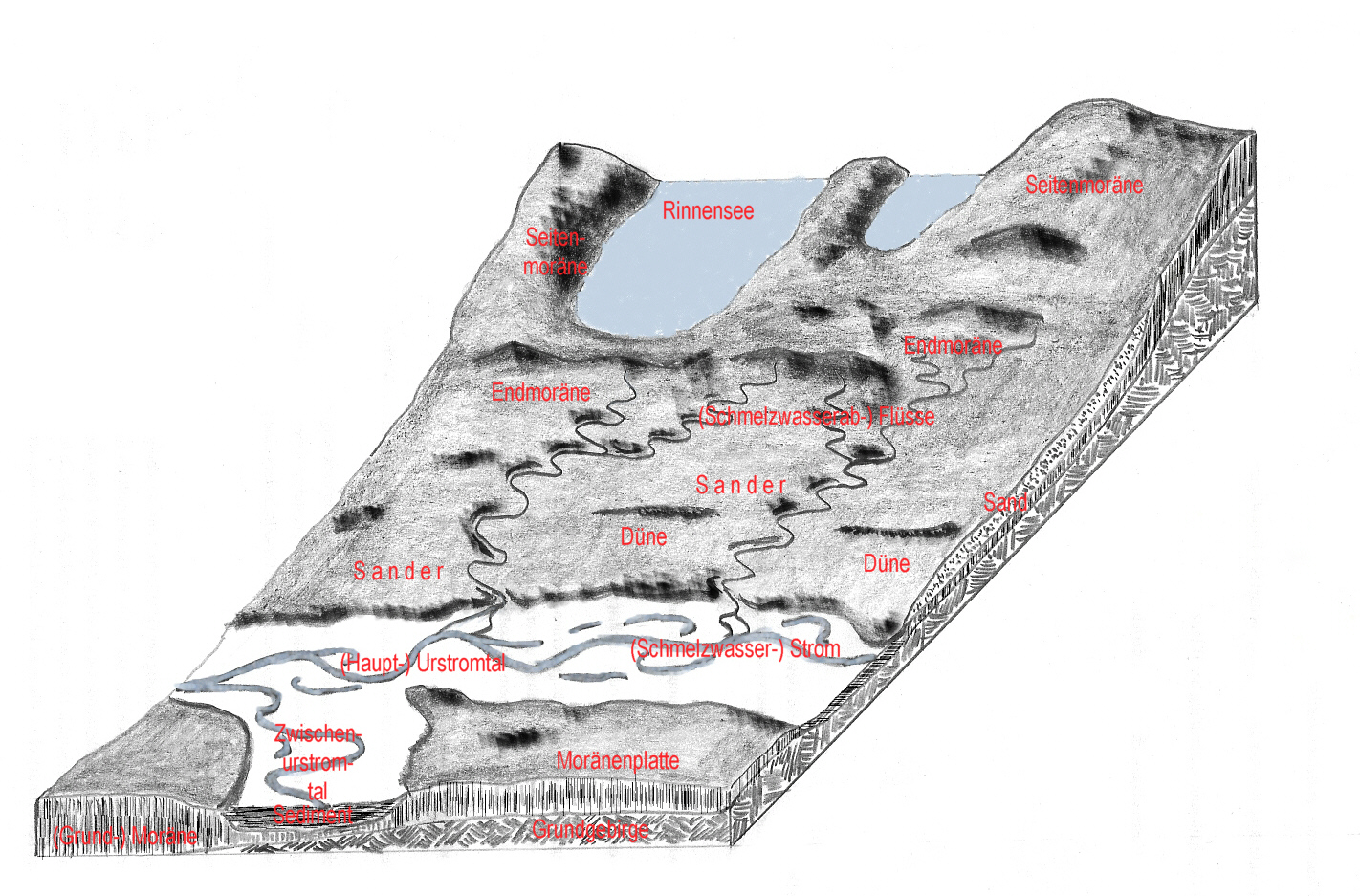
Landformen eines Gletschers (nach der Vereisung)

- Gletschermühle, Gletscherspalte, Gletscherzunge, Schelfeis, Gletschertor, Moräne, Randkluft
- Trogtal, Urstromtal, Fjord, Karsee
- Grundmoränenlandschaft, Drumlin, Rundhöcker, Gletschertopf, Glaziale Rinne, Toteisloch, Söll (Teich), Sanderebene, Kame, Oser

### Fluviale Formen

Landformen an einem Fluss

- Kerbtal, Sohlental, Kastental, Muldental, Flussterrasse
- Klamm, Tobel, Talenge, Schlucht, Canyon, Durchbruchstal, Wadi
- Mäander (Flussschlingen), Gleithang, Prallhang, Umlaufberg
- Flussmündung, Schwemmfächer, Flussdelta, Mündungsarm, Mündungstrichter (Ästuar), Liman
- Schotterbank, Sandbank, Sedimentbecken (auch marin, limnisch,..)
- Bach, Fluss, Strom, Wasserfall, Quelle

### Marine und limnische Formen

Landformen am Meer

- Halbinsel, Insel, Isthmus (Landbrücke), Bucht, Klippe, Sandbank
- Strand, Spülsaum

#### Marine Formen
- Kliffküste, Korallenriff, Brandungshohlkehle, Marschland, Watt (Küste)
- Festeis, Packeis
- Nehrung (Horn), Tombolo (Sand-Landbrücke)
- Meer, Lagune

#### Limnische Formen
- Feuchtgebiet, Aue, Bruchwald, Feuchtwiese, Moor, Ried, Sumpf, Sumpfgraben
- Salzsee, Sabcha, Salztonebene, Salzwüste
- See, Teich, Wasserloch, Oase

### Äolische Formen
- Düne, Steinpflaster

### Karstformen
- Karre (Rinne), Karsthöhle, Doline, auch Gipshöhle

### Andere exogene Formen
- Wackelstein

### Künstliche Formen
- Steinbruch, Damm (Wall), Deich, Kanal (Wasserbau), Aufgeschütteter Berg, Polder (künstlich entwässert)

### Kosmogene Formen
- Meteoritenkrater, Zentralberg, Kraterrand